# Jorge Desimoni
Jorge Aníbal Desimoni (n. el 10 de julio de 1919 - 14 de diciembre de 1992) fue un militar argentino, perteneciente a la Armada Argentina, que alcanzó la jerarquía de Vicealmirante. Ya retirado, fue designado durante el autodenominado Proceso de Reorganización Nacional como Gobernador de la Provincia de Santa Fe, cargo que ocupó entre el 19 de abril de 1976 y 1981. Al momento de su designación ya se encontraba retirado.

## Carrera
Fue puesto en funciones por el ministro del Interior Albano Harguindeguy. Fue presidente del Instituto Nacional Browniano entre 1971 y 1981.
Durante su gestión, recibió la visita del presidente de Bolivia, Hugo Banzer Suárez, y se hizo la entrega formal de una zona franca del puerto de Rosario.

## Muerte
El 14 de diciembre de 1992 falleció Desimoni y el entonces gobernador Carlos Reutemann, decretó día de duelo y le rindió homenaje con la bandera a media asta en escuelas y edificios públicos. El diario Página 12 afirma que murió impune debido a las leyes de obediencia debida y punto final.